# Aneby (comune)
Aneby è un comune svedese di 6 388 abitanti, situato nella contea di Jönköping. Il suo capoluogo è la cittadina omonima.

## Località
Nel territorio comunale sono comprese le seguenti aree urbane (tätort):
| # | Località       | Popolazione |
| - | -------------- | ----------- |
| 1 | Aneby          | 3.374       |
| 2 | Sundhultsbrunn | 314         |
| 3 | Frinnaryd      | 225         |